# Osterode am Harz
Osterode am Harz est une ville d'Allemagne située en Basse-Saxe, capitale de l'arrondissement de Göttingen. Sa population s'élevait à 21 392 habitants en 2020.

## District
La ville est divisée en 14 districts :
- Dorste
- Düna
- Förste
- Freiheit
- Katzenstein
- Lasfelde
- Lerbach
- Marke
- Nienstedt am Harz
- Osterode am Harz
- Petershütte
- Riefensbeek-Kamschlacken
- Schwiegershausen
- Ührde

## Histoire
| Appartenances historiques Duché de Brunswick-Lunebourg 1235-1291 Principauté de Grubenhagen 1291-1596 Principauté de Brunswick-Wolfenbüttel 1596-1617 Principauté de Lunebourg 1617-1705 Électorat de Brunswick-Lunebourg 1705-1807 Royaume de Westphalie 1807-1811 Empire français (Bouches-de-l'Elbe) 1811-1814 Royaume de Hanovre 1814-1866 Royaume de Prusse (Province de Hanovre) 1866-1918 République de Weimar 1918-1933 Reich allemand 1933-1945 Allemagne occupée 1945-1949 Allemagne de l'Ouest 1949-1990 Allemagne 1990-présent |

## Personnalités liées à la ville
- Julienne de Hesse-Darmstadt (1606-1659), comtesse morte à Osterode am Harz.
- Ernst Hans Eberhard (1866-1945), historien mort à Osterode am Harz.
- Erich Straube (1887-1971), général mort à Osterode am Harz.

## Jumelages
- Armentières (France)
- Ostróda (Pologne)
- Scarborough (Yorkshire du Nord) (Angleterre)